# Палагружа (острво)
Палагружа је пучински архипелаг од десетак блиских острва и острваца насред Јадранског мора, 68 наутичких миља јужно од Сплита, на хрватском дијелу Јадрана. Налази се у општини Комижа, у Сплитско-далматинској жупанији.
Састоји се од главног острва Вела Палагружа са свјетиоником, које је високо 92 м, дуго 1400 и широко 300 м. Југоисточно у близини је клисурасто острво Мала Палагружа високо 51 м и око њега на југоистоку стрмо острво Камик, па на истоку веће клисурасто острво Тармунтона (29 м) и источније од овог острвце Пупак. Сјеверно од М. Палагруже још је острвце Куњ и југозападно ниска острвца Баба и Гаће. 3 mi (4,8 km) од Палагруже далеко на југоистоку је ниже острвце Галијула (11 м), на којем лежи најјужнија тачка Хрватске, а око ње су измјерени највећи олујни таласи Јадрана високи до 9 м.
Вела Палагружа је уски клисурасти гребен у смјеру исток-запад, већином с недоступним стрмим обалама и двије мање пјешчане увале, Зола на југу и Стара Воза на сјеверозападу. На западу завршава ртом Капић, а на истоку ртом Мондефуст. На клисурастој Малој Палагружи је једина доступна увала са жалом Медвидина на источној обали, док су остала стјеновита и висока острва тешко доступна.
Геолошки, Велика Палагружа чини врх подповршинског комплекса — јединствен и интригантан склоп стијена различите старости, од тријаса (око 220 мил. г.), преко миоцена (око 10 мил. г.) до квартара (рецентне творевине).
Еколошки је Палагружа јединствено острво у Хрватској због најблаже климе и најмањих падавина, просјечно тек око 270 mm годишње, углавном без мраза. Зато је уз сусједно острво Сушац, Палагружа једини дио Хрватске гдје обилно и самоникло расте права суптропска вегетација љетопадног грмља (јужни тип рестинга) које само за влажне зиме носи лишће те пупи и цвате најесен, а љети је потпуно голо (тј. обрнуто него на континенту зими). Слична суптропска вегетација се налази тек на јужном Средоземљу, нпр. Малта, Синај, полупустиње Израела и Палестине и сјеверне обале Африке.
Међу јужним далматинским острвима, Палагружа је најбогатије острво ријетким биљним ендемима: палагрушка купусина (Brassica botteri), палагрушка зечина (Centaurea friderici), палагрушка преслица (Muscari speciosum), пучински врањемил (Limonium diomedeum), Ornithogalum visianicum, итд.
Археолошки налази доказују да је Палагружа била насељена још од постглацијала пре неких 9.000 година, а у средњем вијеку ту је био манастир чије су рушевине на средњем делу острва и сада видљиве. На Палагружи данас стално бораве свјетионичари фирме Пловпут. Повремени становници су комишки рибари који на том подручју рибаре још од 14. вијека.
Палагружа је некад била једна од најиздашнијих позиција за излов мале плаве рибе (срдела, инћун). Данас се плава риба и даље лови, али у мањим количинама, а рибари се на том подручју углавном баве изловом јастога и бијеле (оборите) рибе.